# Sola Digital Arts

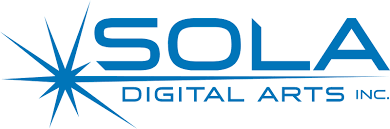
Logo de Sola Digital Arts

Sola Digital Arts (en japonais 株式会社SOLA DIGITAL ARTS) est un studio d'animation japonais fondé en 2009 qui crée des films d'animation, des séries animées et des cinématiques de jeux vidéo. En 2017, le studio devient une branche du studio de production Sola Entertainment.

## Filmographie

### Films d'animation
- 2012 : Starship Troopers : Invasion
- 2014 : Appleseed Alpha
- 2017 : Starship Troopers : L'Invasion de Mars
- 2021 : Ghost in the Shell: SAC 2045: The Sustainable War, avec Production I.G
- 2024 : Le Seigneur des Anneaux : La Guerre des Rohirrim

### Séries animées
- 2015 : Evangelion:Another Impact
- 2019-2023 : Ultraman (d'après le manga du même nom), avec Production I.G
- 2020-2022 : Ghost in the Shell: SAC 2045, avec Production I.G
- 2021-2022 : Blade Runner: Black Lotus[1]

### Courts métrages
- 2020 : Samurai & Shogun et Rick and Morty vs. Genocider, pour Rick and Morty: The Anime
- 2021 : Summer Meets God (Rick Meets Evil), The Great Yokai Battle of Akihabara et Samurai & Shogun Part 2 , pour Rick and Morty: The Anime

### Animation de jeux vidéo
- 2015 : Tekken 7, cinématique d'introduction
- 2016 : Godzilla Resurgence, contenu de démo spécifique pour PlayStation VR
- 2016 : Argyle Shift , attraction en réalité virtuelle[2]

## Productions de Sola Entertainment
- 2020 : Tower of God, série animée d'après le manga du même nom
- 2020 : The God of High School, série animée d'après le manhua du même nom ; producteur associé
- 2022 : Shenmue, série animée
- 2024 : Ninja Kamui, série animée, avec E&H Production
- 2024 : Le Seigneur des Anneaux : La Guerre des Rohirrim, film d'animation
- 2024 : Rick and Morty: The Anime, série animée
- 2025 : Lazarus, série animée, avec le studio MAPPA